# Tarlina
Tarlina là một chi nhện trong họ Gradungulidae.